# Vlára (arie protejată)
Vlára este o arie protejată (arie specială de conservare — SAC, sit de importanță comunitară — SCI) din Republica Cehă întinsă pe o suprafață de 9,57 ha, integral pe uscat.

## Localizare
Centrul sitului Vlára este situat la coordonatele 49°02′56″N 18°01′41″E / 49.048889°N 18.028056°E.

## Înființare
Situl Vlára a fost declarat sit de importanță comunitară în aprilie 2005 pentru a proteja 1 specie de animale. Situl a fost protejat și ca arie specială de conservare în iulie 2012.

## Biodiversitate
Situată în ecoregiunea continentală, aria protejată nu include niciun habitat protejat.
La baza desemnării sitului se află o specie protejată de  pești: dunăriță (Sabanejewia aurata).